# Гравітація Місяця

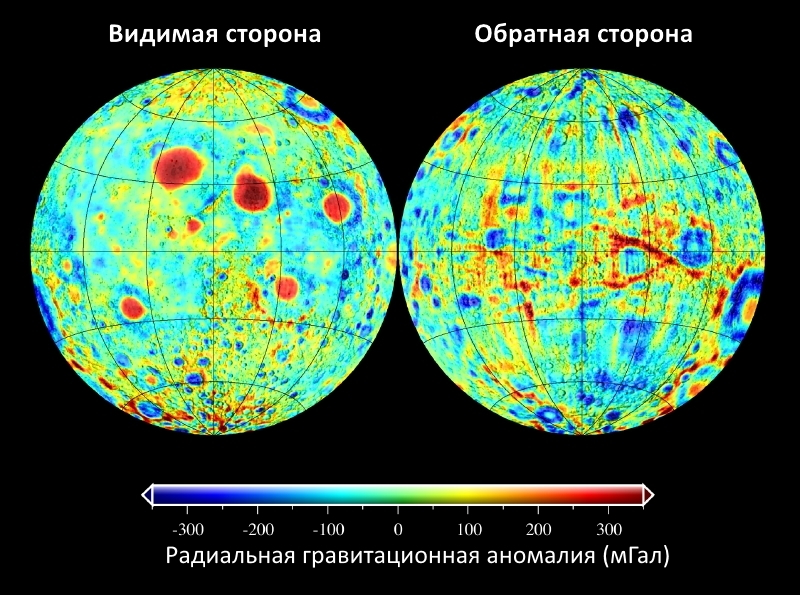
Гравітаційні аномалії на поверхні Місяця

Гравітація Місяця вшестеро слабша від гравітації Землі. Через це Місяць навіть не здатен утримати гази, які випаровуються з його надр, і вони летять у космос. Це і є причиною того, що у Місяця немає щільної атмосфери. Гравітацію вивчали шляхом дослідження орбіт штучних супутників Місяця. Дослідження апаратів «Луна-10» і «Lunar Reconnaissance Orbiter» показали, що під поверхнею Місяця існують надлишкові маси — маскони. Вважається, що маскони утворилися внаслідок проникнення щільних речовин із надр у біляповерхневі шари. Маскони знаходяться під центрами морів. Вони мають гравітацію та притягують до супутника близькі тіла.